# Abbaye de Saint-Arnould
L’abbaye Saint-Arnould, Saint-Arnoul, Saint-Arnoult ou abbaye des Saints-Apôtres, est une ancienne abbaye bénédictine fondée à Metz au VIe siècle. Le saint dont elle porte le nom est Saint Arnoul ou Arnulf, ce qui rend l'orthographe Arnoul préférable à Arnould, qui renvoie plus à Arnoald, parent d'Arnulf.

## Historique

### Origines de l'abbaye
Les origines de l’abbaye sont assez troubles. Selon la légende elle a été fondée au IIe siècle par l’évêque Patient de Metz, sous le nom de basilique Saint-Jean-Évangeliste. On en trouve aucune trace historique avant le VIe siècle, elle portait jusqu’en 715 le nom d’église des Saints-Apôtres.
Elle se trouvait au-devant des remparts, à l’emplacement de l’hôpital Bon-Secours, à proximité de la voie romaine vers Toul et Lyon. D’après une autre source, elle se trouvait à l’emplacement de l’actuelle église Sainte-Thérèse-de-l’Enfant-Jésus juste en face de l’hôpital.
En 717, elle prit le nom de Saint-Arnoul, en raison des reliques d’Arnoul de Metz, évêque de Metz au VIIe siècle, déposées en 641.

### Reconstruction de l'abbaye
Charlemagne fit de cette abbaye la nécropole d'une partie de sa famille : sa femme Hildegarde, ses sœurs, ses fils, l’empereur Louis le Pieux et l’évêque Drogon y furent enterrés.
Elle fut détruite, peut-être par les Normands, dont il est connu qu’ils cherchèrent à piller Metz au IXe siècle, ou bien par les Hongrois un peu plus tard ; l’abbaye fut reconstruite au même emplacement. Il y eut une nouvelle reconstruction au Xe siècle, puis en 1049 consécration d’une église plus grandiose qui a subi un incendie en 1097.
En 942, l’évêque Adalbéron Ier chasse les chanoines de Saint-Arnoul et les remplace par des moines de l’abbaye de Gorze sous la direction de l’abbé Héribert, lui aussi de Gorze, pour y instaurer l’ordre de Saint-Benoît. Vers 996-997, l’évêque Adalbéron II confie à Guillaume de Volpiano la tâche de réactiver cette réforme. Autour de l’an 1000, Guillaume nomme l’abbé Benoit qui avait été son élève à Saint-Bénigne de Dijon ; puis après sa mort en 1015 il dirige lui-même l’abbaye. Lui succèdera son prieur Odon puis Warin de Gorze.
Au XIe siècle, des reliques de Gorgon, un martyr romain du IVe siècle, furent transférées à l’abbaye.

### Transfert de l'abbaye

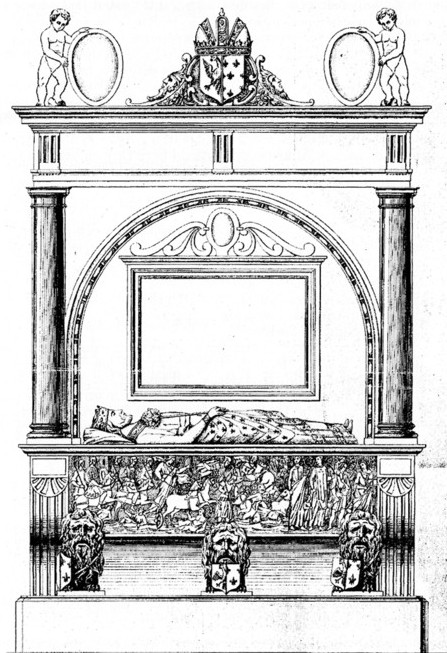
Tombeau de Louis le Pieux.

Le siège de Metz par Charles Quint en 1552 entraîna la destruction de l’abbaye. Elle fut transférée, avec les tombeaux impériaux, à l’intérieur des remparts dans le couvent dominicain des Prêcheurs, construit en 1221, couvent qui, à l’exception de l’église, fut reconstruit au XVIIe siècle. On peut aujourd’hui voir ces bâtiments, avec en particulier le cloître, l’ancien réfectoire et l’ancienne sacristie.
Après la translation de 1552, Henri II, roi de France fit élever un mausolée pour Louis le Pieux dans la nouvelle abbatiale, du côté de l'épître. Le nom du sculpteur n'est pas connu mais un dessin du XVIIIe siècle permet d'en apprécier la majesté. Il s'agit d'un tombeau-effigie, aux formes verticales dominantes, tombeau grandiose qui répond au goût du XVIe siècle. Moins grand que les tombeaux royaux renaissants de Saint-Denis, le monument se devait de célébrer la gloire impériale carolingienne dont le Valois se voulait l'héritier. Le gisant de Louis le Pieux est couché directement sur la dalle-couvercle et occupe quasiment toute la longueur du sarcophage antique incorporé dans le nouvel arrangement. L'empereur est couronné, il tient le sceptre dans la main droite ; sa tête est appuyée sur un coussin, les pieds se dressent sans appui. Deux colonnes engagées ou adossées reposent sur la dalle-couvercle ; elles supportent un couronnement qui termine harmonieusement le tout. La partie inférieure du tombeau est constituée du sarcophage antique, amplifié par des pilastres ou des colonnes cannelées, disposées latéralement, agrémentées de coquilles et de cartouches. La cuve repose sur trois protomés de lion à tête anthropomorphe. Les lions tiennent entre leurs pattes des écussons bipartites avec lys royal et aigle impériale. Une partie du tombeau de Louis le Pieux se trouve aux musées de Metz, le reste du monument funéraire ayant été détruit pendant la Révolution.
L’abbaye appartient au diocèse de Metz, province de Trèves, jusqu’en 1780, puis au diocèse de Metz, province de Besançon.

### Fin de l'abbaye

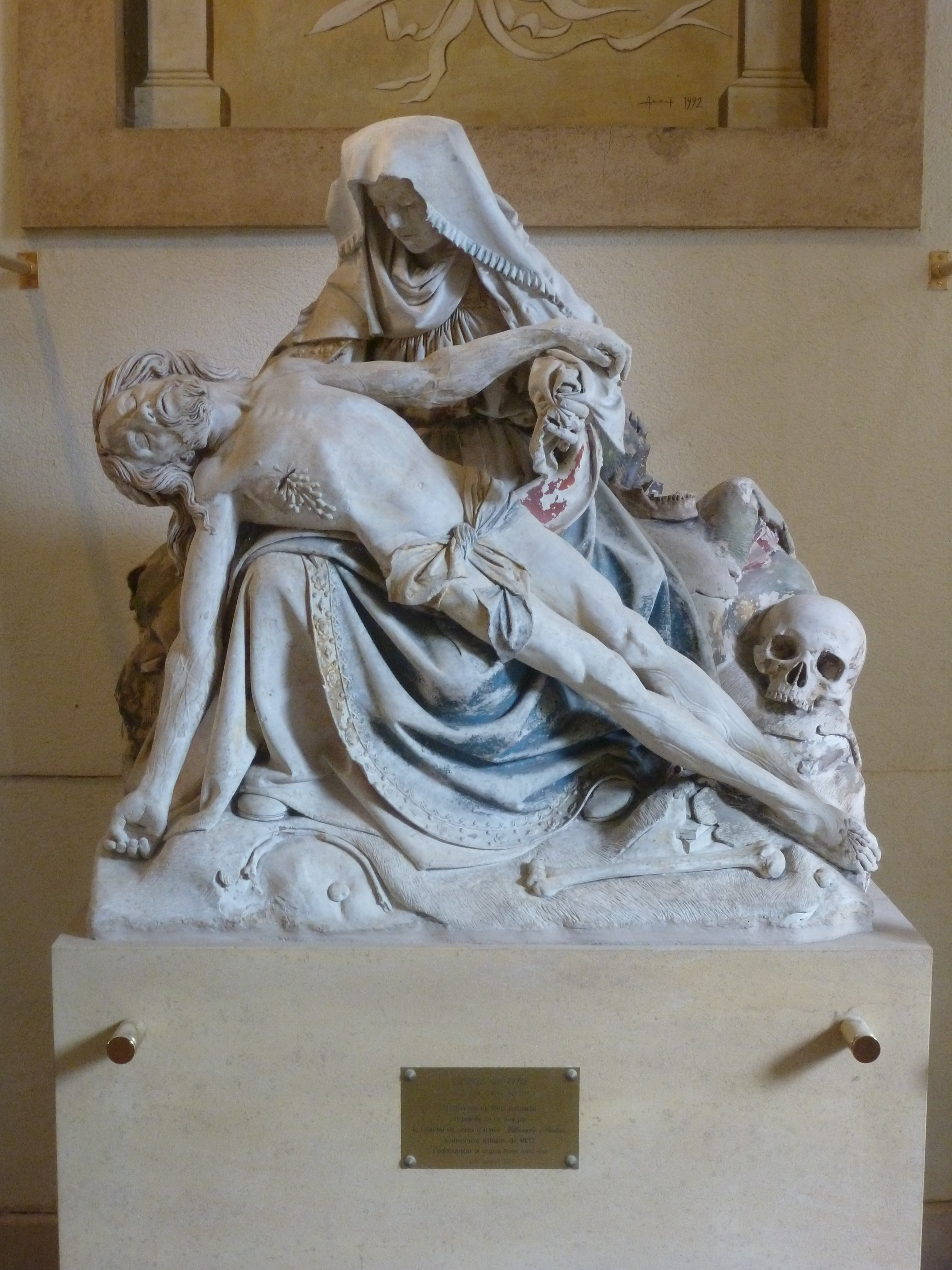
Anonyme, Pietà (vers 1520), découverte à l’abbaye.

Lors de la Révolution, elle fut confisquée comme bien national, les religieux furent expulsés et les tombeaux impériaux détruits. Après la Révolution, des vignes ont été plantées à l’emplacement de l’abbaye. L’abbaye Saint-Arnould possède une pietà sculptée aux environs de 1520. Emmurée au-dessus de l’une des entrées de la chapelle de l’abbaye au moment de la Terreur (1793-1794) à la suite d’un édit du maire de Metz demandant que les représentations religieuses soient cachées à la vue du public, elle a été redécouverte en 1990 au cours de travaux (l’emplacement de la chapelle correspond à l’actuel terrain de tennis derrière le palais du Gouverneur). Elle fait partie des plus belles pietàs polychromes datant du XVe siècle connues à ce jour dans le monde d’après les experts participant au colloque organisé par Renaissance du vieux Metz en association avec le ministère de la Défense et le Commandement de la région terre Nord-Est le 11 mai 2007.

## Affectations successives

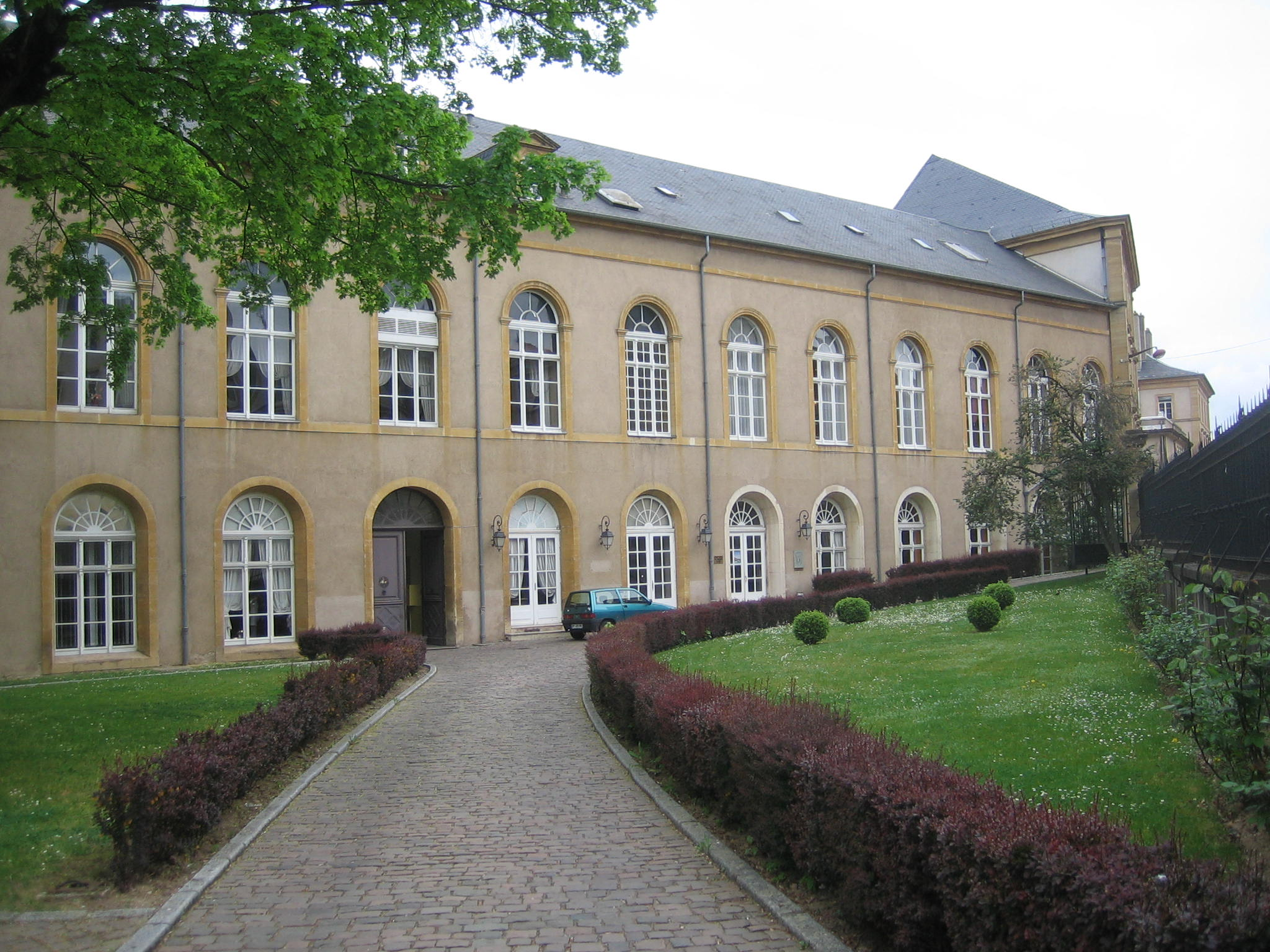
Cercle des officiers.

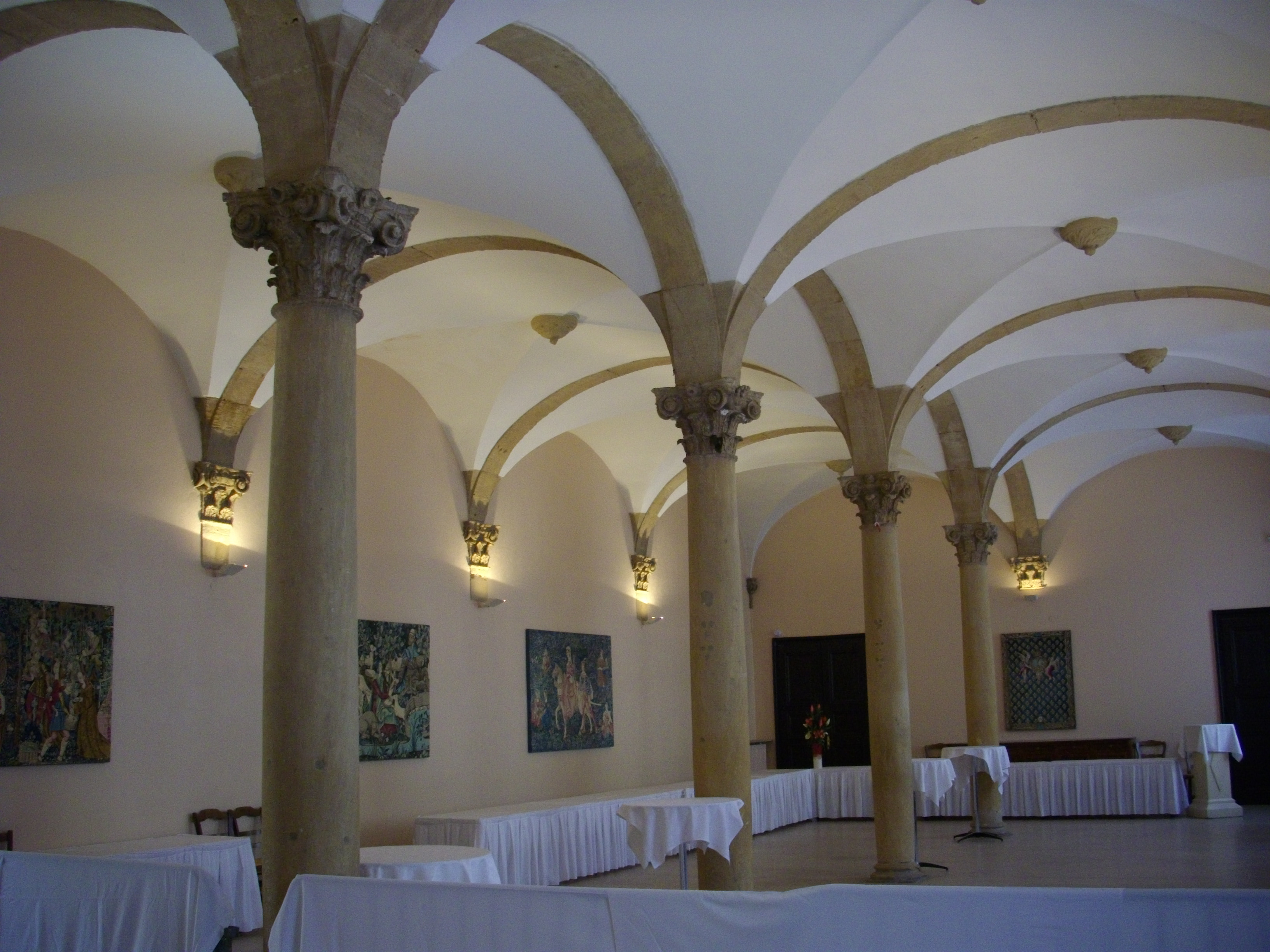
Salle des colonnes.

Le destin de l’abbaye bascule à la Révolution. Les religieux sont expulsés et, en 1794, l’école d’application de l’artillerie et du génie s’installe dans les bâtiments du couvent. Au XIXe siècle, l’église disparaît et sous le Second Empire, une tourelle de 42 m est élevée pour observer les manœuvres des artilleurs sur le mont Saint-Quentin. Lors de l’annexion allemande, en 1872, l’école d’artillerie laisse place à la « Kriegsschule Metz », une école de guerre allemande. En avril 1919, l’ancienne abbaye devient le siège du « Cercle des Officiers » de Metz.
Elle devient en 1999 l’hôtellerie (équipée de 34 chambres) du cercle de la base de défense de Metz. Son nom est désormais : cercle mess Lasalle annexe Saint-Arnoul.

### Prieurés et cures
- Prieuré de Lay-Saint-Christophe, affilié à la congrégation de Saint-Vanne en 1609, puis uni au séminaire des missions royales de Nancy en 1746[11].

### Fiefs, fermes et terres
Villages du Pays messin donnés à l’abbaye :
- Vigy, par Arnoul, le 23 juin 715 ;
- Cheminot, le 13 mars 783, par Hildegarde ;
- Rémilly et sa chapelle Saint-Martin, par une charte de Charles II le Chauve du 24 février 842 ;
- Jussy, par l’empereur Charles II le Chauve en 869 ;
- Sanry[Quand ?] ;
- Befey, annexe de la commune de Saint-Hubert ;
- un ban de Chérisey en 1112 par Cunégonde de Luxembourg[12].